# إمامزادة سلطان شهباز
إمامزادة سلطان شهباز (بالفارسية: امامزاده سلطان شهباز) هي قرية تقع في البلدة المركزية في إيران.